# Eulasia aegyptiaca
Eulasia aegyptiaca es una especie de coleóptero de la familia Glaphyridae.

## Distribución geográfica
Habita en Egipto.